# Maks Barišič
Maks Barišič (Capodistria, 6 marzo 1995) è un calciatore sloveno, attaccante del Rodina Mosca.

## Biografia
È nato in Slovenia da genitori croati.

## Caratteristiche tecniche
È un'ala destra, in grado di agire da centravanti o seconda punta.

## Carriera

### Club
Inizia a giocare a calcio nelle giovanili del Koper. Il 20 luglio 2012 passa in prestito con diritto di riscatto al Catania. A fine stagione viene acquistato dagli etnei a titolo definitivo, in cambio di 250.000 euro. Il 29 agosto 2013 si trasferisce in prestito con diritto di riscatto al Milan, che lo aggrega alla formazione Primavera.
Terminato il prestito rientra a Catania, venendo aggregato all'organico del tecnico Maurizio Pellegrino. Esordisce in Serie B – e con gli etnei – il 12 ottobre 2014 in Catania-Bari (2-3), subentrando al 56' al posto di Sebastián Leto. Termina la stagione – conclusa con la retrocessione del Catania in Lega Pro dopo i verdetti delle sentenze sul calcioscommesse – con 6 presenze. Il 1º febbraio 2016 passa in prestito al Messina.
Il 31 gennaio 2019 passa in prestito con diritto di riscatto al Padova, in Serie B. Il 24 settembre 2020 risolve il contratto che lo legava al Catania. Il 29 settembre torna al Koper, firmando un biennale. Nel dicembre 2023 viene annunciato il suo trasferimento al Maribor in cambio di 200.000 euro. Il calciatore firma un contratto valido fino al 2026. L'11 luglio 2024 esordisce nelle competizioni europee in Botev Plovdiv-Maribor (2-1), incontro preliminare valido per l'accesso alla fase a gironi di UEFA Europa League. Esce al 60', venendo sostituito da Marko Božić.

### Nazionale
Ha giocato nelle nazionali giovanili slovene Under-16, Under-17, Under-18 ed Under-19.

## Statistiche

### Presenze e reti nei club
Statistiche aggiornate al 29 agosto 2024.
| Stagione        | Squadra         | Campionato      | Campionato | Campionato | Coppe nazionali | Coppe nazionali | Coppe nazionali | Coppe continentali | Coppe continentali | Coppe continentali | Altre coppe | Altre coppe | Altre coppe | Totale | Totale |
| Stagione        | Squadra         | Comp            | Pres       | Reti       | Comp            | Pres            | Reti            | Comp               | Pres               | Reti               | Comp        | Pres        | Reti        | Pres   | Reti   |
| --------------- | --------------- | --------------- | ---------- | ---------- | --------------- | --------------- | --------------- | ------------------ | ------------------ | ------------------ | ----------- | ----------- | ----------- | ------ | ------ |
| 2014-2015       | Catania         | B               | 6          | 0          | CI              | 0               | 0               | -                  | -                  | -                  | -           | -           | -           | 6      | 0      |
| 2015-gen. 2016  | Catania         | LP              | 4          | 0          | CI+CI-LP        | 0+1             | 0               | -                  | -                  | -                  | -           | -           | -           | 5      | 0      |
| gen.-giu. 2016  | Messina         | LP              | 9          | 2          | -               | -               | -               | -                  | -                  | -                  | -           | -           | -           | 9      | 2      |
| 2016-2017       | Catania         | LP              | 26+1       | 4          | CI-LP           | 2               | 0               | -                  | -                  | -                  | -           | -           | -           | 29     | 4      |
| 2017-gen. 2018  | Fidelis Andria  | C               | 16         | 2          | CI-C            | 2               | 1               | -                  | -                  | -                  | -           | -           | -           | 18     | 3      |
| gen.-giu. 2018  | Catania         | C               | 15+4       | 5+1        | CI-C            | -               | -               | -                  | -                  | -                  | -           | -           | -           | 19     | 6      |
| 2018-gen. 2019  | Catania         | C               | 11         | 0          | CI+CI-C         | 4+1             | 0               | -                  | -                  | -                  | -           | -           | -           | 16     | 0      |
| gen.-giu. 2019  | Padova          | B               | 0          | 0          | CI              | -               | -               | -                  | -                  | -                  | -           | -           | -           | 0      | 0      |
| 2019-2020       | Catania         | C               | 16+2       | 0          | CI+CI-C         | 0+4             | 0               | -                  | -                  | -                  | -           | -           | -           | 22     | 0      |
| Totale Catania  | Totale Catania  | Totale Catania  | 78+7       | 9+1        |                 | 12              | 0               |                    | -                  | -                  |             | -           | -           | 97     | 10     |
| 2020-2021       | Koper           | 1.SNL           | 25         | 2          | CS              | 2               | 0               | -                  | -                  | -                  | -           | -           | -           | 27     | 2      |
| 2021-2022       | Koper           | 1.SNL           | 25         | 13         | CS              | 1               | 0               | -                  | -                  | -                  | -           | -           | -           | 26     | 13     |
| 2022-2023       | Koper           | 1.SNL           | 7          | 1          | CS              | 0               | 0               | UECL               | 0                  | 0                  | -           | -           | -           | 7      | 1      |
| 2023-gen. 2024  | Koper           | 1.SNL           | 14         | 3          | CS              | 1               | 1               | -                  | -                  | -                  | -           | -           | -           | 15     | 4      |
| Totale Koper    | Totale Koper    | Totale Koper    | 71         | 19         |                 | 4               | 1               |                    | 0                  | 0                  |             | -           | -           | 75     | 20     |
| gen.-giu. 2024  | Maribor         | 1.SNL           | 15         | 2          | CS              | 1               | 0               | UECL               | -                  | -                  | -           | -           | -           | 16     | 2      |
| 2024-2025       | Maribor         | 1.SNL           | 2          | 1          | CS              | 0               | 0               | UEL+UECL           | 2+6                | 0                  | -           | -           | -           | 10     | 1      |
| Totale Maribor  | Totale Maribor  | Totale Maribor  | 17         | 3          |                 | 1               | 0               |                    | 8                  | 0                  |             | -           | -           | 26     | 3      |
| Totale carriera | Totale carriera | Totale carriera | 198        | 36         |                 | 19              | 2               |                    | 8                  | 0                  |             | -           | -           | 225    | 38     |

## Palmarès

### Club

#### Competizioni giovanili
- Torneo di Viareggio: 1

Milan: 2014

#### Competizioni nazionali
- Coppa di Slovenia: 1

Koper: 2021-2022